# Valentino Pasqualin
Valentino Pasqualin (Ospedaletto Euganeo, 16 febbraio 1930 – Bolzano, 3 novembre 1989) è stato un politico italiano.

## Biografia
Giunto a Bolzano nel 1939 coi genitori, fin da giovane era stato attivo nell'associazionismo cattolico.
Attivo poi nella Democrazia Cristiana, fu eletto nel consiglio regionale del Trentino-Alto Adige (e conseguentemente in quello provinciale di Bolzano) per quattro legislature, dal 1964 al 1983, entrando anche a far parte della giunta provinciale altoatesina nel 1972, quando subentrò al defunto assessore Alessandro Leurini, venendo confermato poi nella successive due legislature (durante le quali fu anzi nominato vicepresidente della giunta). Si dimise nel giugno del 1983, perché candidato alla Camera dei deputati. Riuscì ad essere eletto, senza però venire rieletto nel 1987.
Rimase lontano dalla politica per qualche tempo, ma fu eletto poi in consiglio comunale a Bolzano nel maggio del 1989. Riuscì, dopo travagliate trattative, a mettere insieme una maggioranza composta, oltre che dalla DC, dalla SVP, dal PSI, dal PLI, dal PSDI e dal PRI, e con l'appoggio esterno dei Ladins, che lo elesse sindaco il 4 agosto successivo.
Morì nel suo ufficio di sindaco, colpito da infarto, dopo ottantanove giorni di mandato. Alla guida della città gli subentrò Marcello Ferrari.